# Al-Fátiha v různých jazycích
Súra Al-Fátiha (arabsky الفاتحة, „Oteviratelka“ nebo „Otvěratelka“) je název první kapitoly Koránu, svaté knihy islámu. Skládá se ze semi veršů, které jsou modlitbou za Boží přízeň a pomoc. Tato kapitola má v každodenních modlitbách speciální roli, protože je recitována na začátku každé modlitby. Al-fátihu by tedy muslim měl jen v povinných modlitbách vyslovit za den sedmnáctkrát.

## Původní arabský text
Pouze arabský originál je považován za text Koránu. S překlady do jiných jazyků muslimští učenci jednají pouze jako s interpretacemi. Není totiž jistota, že Slovo Boha bylo pochopeno správně.

### Varabském písmu
1. بسم الله الرحمن الرحيم
2. الحمد لله رب العالمين
3. الرحمن الرحيم
4. ملك يوم الدين
5. اياك نعبد واياك نستعين
6. اهدنا الصرط المستقيم
7. صراط الذين انعمت عليهم غير المغضوب عليهم ولا الضالين

### Transliterace
1. Bismillāhi r-rahmāni r-rahīm
2. Al-hamdu li-llāhi rabbi l-ʿālamīn
3. Ar-rahmāni r-rahīm
4. Māliki yawmi d-dīn
5. Iyyāka naʿbudu wa iyyāka nastaʿīn
6. Ihdinās ṣirāṭ al-mustaqīm
7. Ṣirāṭ al-laḏīna anʿamta ʿalayhim ġayri l-maġdūbi ʿalayhim walā ḍ-ḍāllīn.

## Indoevropské jazyky

### Slovanské jazyky

#### Čeština
1. Ve jménu Boha milosrdného, slitovného.
2. Chvála Bohu, Pánu světů,
3. Milosrdnému, Slitovnému,
4. vládci dne soudného!
5. Tebe uctíváme a Tebe o pomoc žádáme,
6. veď nás stezkou přímou,
7. stezkou těch, jež zahrnuls milostí Svou, ne těch, na něž jsi rozhněván, ani těch, kdo v bludu jsou.

#### Polština
1. W imię Boga Miłosiernego, Litościwego!
2. Chwała Bogu, Panu światów,
3. Miłosiernemu, Litościwemu,
4. Królowi Dnia Sądu .
5. Oto Ciebie czcimy i Ciebie prosimy o pomoc.
6. Prowadź nas drogą prostą,
7. Drogą tych, których obdarzyłeś dobrodziejstwami, nie zaś tych, na których jesteś zagniewany, i nie tych, którzy błądzą.

#### Bosenština
1. U ime Allaha, Milostivog, Samilosnog.
2. Tebe, Allaha, Gospodara svjetova, hvalimo,
3. Milostivog, Samilosnog,
4. Vladara Dana sudnjeg,
5. Tebi se klanjamo i od Tebe pomoć tražimo.
6. Uputi nas na Pravi put,
7. Na Put onih kojima si milost Svoju darovao, a ne onih koji su protiv sebe srdžbu izazvali, niti onih koji su zalutali!

#### Bulharština
1. В името на Милостивия и Състрадателния Бог!
2. Хвала на Бога, Господарят на Вселената,
3. Най-милостивия и най-състрадателния,
4. Господар на съдния ден.
5. Ти си този, на когото се молим и теб молим за помощ.
6. Води ни по праведния път,
7. Пътят на тези, които благославяш, а не на тези, които заслужават гнева ти, нито на тези, които се отклоняват.

### Germánské jazyky

#### Angličtina
1. In the name of God, the Most Gracious, the Most Merciful:
2. Praise be to God, the Lord of the Universe.
3. The Most Gracious, the Most Merciful.
4. Master of the Day of Judgement.
5. You alone we worship, and You alone we ask for help
6. Guide us to the straight way;
7. The way of those whom you have blessed, not of those who have deserved anger, nor of those who stray.

#### Němčina
1. Mit dem Namen Gottes, des Erbarmers, des Barmherzigen.
2. Alles Lob gebührt Gott, dem Herrn der Welten,
3. dem Erbarmer, dem Barmherzigen
4. dem Herrscher am Tage des Gerichts.
5. Dir (allein) dienen wir, und Dich bitten wir um Hilfe.
6. Führe uns den geraden Weg,
7. den Weg derer, denen Du Gnade erwiesen hast, nicht den Weg derer, die Zorn erregt haben, und nicht der Irrenden.

#### Norština
1. I Guds navn, Den mest barmhjertige og nådige.
2. Priset være Gud, universets Hersker,
3. Den mest barmhjertige og nådige.
4. Herren over dommens dag.
5. Deg alene skal vi følge, Deg alene skal vi spørre om hjelp.
6. Vis oss den veien vi skal følge.
7. Den veien som vandres av de Du har velsignet, ikke den der de vantro vandrer, og de som går seg vill.

#### Švédština
1. I Guds namn, den mest Älskvärde, den mest Barmhärtige.
2. Bönen är till Gud, Guden av universum.
3. Den mest älskvärde, den mest barmhärtige.
4. Fursten över domedagen.
5. Bara Dig vi ber till, och bara Dig vi ber om hjälp.
6. Led oss till den rätta vägen
7. Vägen av dem som Du har välsignat, inte dem som har förtjänat ilska, eller dem som har förvirrat sig.

#### Islandština
1. Í nafni Guðs, hins náðuga, hins miskunnsama.
2. Lofaður sé Guð, drottinn allra heima
3. hinn náðugi, hinn miskunnsami,
4. Konungur dómsdags;
5. Við dýrkum þig og biðjum þig hjálpar.
6. Leið oss hina réttu leið,
7. Leið þeirra sem þú hefur blessað og ekki þeirra sem villast af leið.

### Románskéaitalické jazyky

#### Latina
1. In nomine Dei Misericordis Miseratoris.
2. Laus Deo Domino orbis universi.
3. Misericordi Miseratori
4. Regi diei iudicii.
5. Tibi servimus, in Te adiutorem speramus.
6. Duc nos via recta,
7. Via Tibi placentium, nec tamen illorum quibus irasceris, nec via errantium.

#### Francouzština
1. Au nom d'Allah, le Tout Miséricordieux, le Très Miséricordieux .
2. Louange à Allah, Seigneur de l'univers.
3. Le Tout Miséricordieux, le Très Miséricordieux,
4. Maître du Jour de la rétribution.
5. C'est Toi Seul que nous adorons, et c'est Toi Seul dont nous implorons secours.
6. Guide-nous dans le droit chemin,
7. le chemin de ceux que Tu as comblés de faveurs, non pas de ceux qui ont encouru Ta colère, ni des égarés.

#### Španělština
1. En el nombre de Dios, el mas Clemente y Misericordioso
2. Alabado sea Dios, señor de los mundos
3. El Clemente, el Misericordioso
4. Dueño del Día del Juicio
5. El imploramos, a El pedimos ayuda
6. Guienos por el camino recto
7. Camino de aquellos a quienes Has favorecido, que no son objeto de Su Ira y no son los extraviados

#### Italština
1. In nome di Allah, il Compassionevole, il Misericordioso.
2. La lode (appartiene) ad Allah, Signore dei mondi,
3. il Compassionevole, il Misericordioso,
4. Re del Giorno del Giudizio.
5. Te noi adoriamo e a Te chiediamo aiuto.
6. Guidaci sulla retta via,
7. la via di coloro che hai colmato di grazia, non di coloro che (sono incorsi) nella (Tua) ira, né degli sviati.

#### Rumunština
1. În numele lui Allah, milostivul, înduratorul
2. Laudă lui Allah, Domnul lumii,
3. Celui milostiv, îndurător,
4. Ce domnește în ziua judecății.
5. Ție voim să-ți servim și la Tine să ne rugăm.
6. Condu-ne pe drumul cel drept,
7. Pe drumul acelora de care te-ai îndurat, nu al celor asupra cărora ești înfuriat și nu al celor ce rătăcesc.

### Indoíránské jazyky

#### Hindština
अल्लाह के नाम से, जो अत्यन्त कृपाशील और बडा़ दयावान है:
1. प्रशंसा अल्लाह के लिये ही है, जो सारे संसार का पालनकर्ता है|
2. बड़ा कृपाशील और अत्यंत दयावान है|
3. बदला दिये जाने के दिन का मालिक है|
4. हम तेरी ही बन्दगी करते हैं, और तुझ से ही मदद माँगते हैं|
5. हमें सीधे मार्ग पर चला|
6. उन लोगों के मार्ग पर, जो तेरे कृपापात्र हुए|
7. जो ना प्रकोप के भागी हुए, ना ही पथ-भ्रष्ट ही हुए|

#### Perština
1. به نام خداوند بخشنده مهربان
2. ستایش پروردگار جهانیان
3. بخشنده ترین و مهربان ترین
4. صاحب روز واپسین
5. تو تنها کسی هستی که میپرستیم و از او کمک می خواهیم
6. ما را به راه راست راهنمائی کن
7. راه كسانى كه ايشان را نعمت داده‌اى، نه خشم گرفتگان بر آنها و نه گمراهان

#### Urdština
1. شروع الله کے نام سے جو بڑا مہربان نہایت رحم والا ہے (۱)
2. سب طرح کی تعریف خدا ہی کو (سزاوار) ہے جو تمام مخلوقات کا پروردگار ہے (۲)
3. بڑا مہربان نہایت رحم والا (۳)
4. انصاف کے دن کا حاکم (۴)
5. (اے پروردگار) ہم تیری ہی عبادت کرتے ہیں اور تجھ ہی سے مدد مانگتے ہیں (۵)
6. ہم کو سیدھے رستے چلا (۶)
7. ان لوگوں کے رستے جن پر تو اپنا فضل وکرم کرتا رہا نہ ان کے جن پر غصے ہوتا رہا اور نہ گمراہوں کے (۷)[2]

### Keltské jazyky

#### Velština
1. Yn enw'r Duw Trugarhaol, Rhoddwr pob daioni.
2. Moliant i Dduw, Arglwydd y Bydysawd,
3. Rhoddwr pob daioni, y Trugarhaol,
4. Brenin Dydd y Farn Olaf.
5. Fe'th addolwn; atoch Chi yn unig trown am gymorth.
6. Arwain ni hyd Llwybr Cyfiawnder,
7. Llwybr y rhai sydd wedi derbyn Dy ddaioni, y rhai nad ennynant Dy ddicter, y rhai nad ydynt ar gyfeiliorn.

## Uralské jazyky

### Finština
1. Ylistys Jumalalle, maailmojen Valtiaalle,
2. armolahjojen Antajalle, laupiaalle Ohjaajalle ja Siunaajalle,
3. jonka hallussa yksin on Tilinteon päivä.
4. Sinua ainoata palvelemme, Sinua huudamme avuksi.
5. Ohjaa meidät oikeata tietä,
6. niiden tietä, joiden osana on Sinun mielisuosiosi
7. ei niiden tietä, jotka ovat Sinun vihasi alaisia, eikä niiden, jotka harhaan eksyvät.

### Maďarština
1. Allah, a könyörületes és az irgalmas nevében.
2. Dicsőség Allahnak, a teremtmények Urának,
3. A könyörületesenek és az irgalmasnak.
4. Aki az Ítélet Napját uralja!
5. Néked szolgálunk és hozzád fordulunk segítségért.
6. Vezess minket az egyenes úton,
7. Azoknak az útján,akik íránt kegyesnek mutatkoztál. s ne azokén,akiket haragvásod sújt, sem a tévelygőkén!

## Turkické jazyky

### Turečtina
1. Rahmân ve rahîm olan Allah'ın adıyla.
2. Hamd övme ve övülme, âlemlerin Rabbi Allah'a mahsustur.
3. O, rahmândır ve rahîmdir.
4. Ceza gününün mâlikidir.
5. Ancak sana kulluk ederiz ve yalnız senden medet umarız.
6. Bize doğru yolu göster.
7. Kendilerine lütuf ve ikramda bulunduğun kimselerin yolunu; gazaba uğramışların ve sapmışların yolunu değil!

### Ázerbájdžánština
1. Mərhəmətli, rəhmli Allahın adı ilə!
2. Həmd olsun Allaha – aləmlərin Rəbbinə,
3. mərhəmətli, rəhmli olana,
4. Haqq-Hesab gününün sahibinə!
5. Biz yalnız Sənə ibadət edirik və yalnız Səndən kömək diləyirik!
6. Bizi doğru yola yönəlt!
7. Ne’mət verdiyin kəslərin yoluna! Qəzəbə düçar olmuşların və azmışların yox!

## Sinotibetské jazyky

### Mandarínskáčínština
1. 奉至仁至慈的真主之名
2. 一切贊頌，全歸真主，全世界的主，
3. 至仁至慈的主，
4. 報應日的主。
5. 我怚崇拜你，只求你祐助，
6. 求你引導我怳正路，
7. 你所祐助者的路，不是受譴怒者的路，也不是迷誤者的路。

## Japonské jazyky

### Japonština
| 1. 万有の主、アッラーにこそ凡ての称讃あれ、 2. 慈悲あまねく慈愛深き御方、 3. 最後の審きの日の主宰者に。 4. わたしたちはあなたにのみ崇め仕え、あなたにのみ御助けを請い願う。 5. わたしたちを正しい道に導きたまえ、 6. あなたが御恵みを下された人々の道に、 7. あなたの怒りを受けし者、また踏み迷える人々の道ではなく。 | 1. ban'yuu no shu, arrā ni koso subete no shousan are. 2. jihi amaneku jiai fukaki onkata. 3. saigo no sabaki no hi no shusaisha ni. 4. watashitachi wa anata ni nomi agametsukae, anata ni nomi otasuke o koinegau. 5. watashitachi o tadashii michi ni michibiki tamae. 6. anata ga omegumi o kudasareta hitobito no michi ni. 7. anata no ikari o ukeshi mono, mata fumimayoeru hitobito no michi dewa nak |

## Austronéské jazyky

### Malajsko-polynéské jazyky

#### Indonéština
1. Dengan menyebut nama Allah Yang Maha Pemurah lagi Maha Penyayang
2. Segala puji bagi Allah, Tuhan semesta alam,
3. Yang Maha Pemurah lagi Maha Penyayang,
4. Yang menguasai hari pembalasan
5. Hanya kepada Engkaulah kami menyembah dan hanya kepada Engkaulah kami mohon pertolongan;
6. Tunjukilah kami jalan yang lurus,
7. jalan orang-orang yang telah Engkau anugerahkan nikmat kepada mereka; bukan mereka yang dimurkai dan bukan mereka yang sesat.

#### Malajština
1. Dengan nama Allah, Yang Maha Pemurah, lagi Maha Mengasihani.
2. Segala puji tertentu bagi Allah, Tuhan yang Memelihara dan Mentadbirkan sekalian alam.
3. Yang Maha Pemurah, lagi Maha Mengasihani.
4. Yang Menguasai pemerintahan hari Pembalasan (hari akhirat).
5. Engkaulah sahaja Yang Kami sembah dan kepada Engkaulah sahaja kami memohon pertolongan.
6. Tunjukilah kami jalan yang lurus.
7. Iaitu jalan orang-orang yang Engkau telah kurniakan nikmat kepada mereka, bukan (jalan) orang-orang yang Engkau telah murkai dan bukan pula (jalan) orang-orang yang sesat.

#### Sundština
1. Kalayan asma Alloh, Nu Maha Murah, Nu Maha Asih.
2. Sadaya puji kagungan Alloh, Pangéran nu murbeng alam.
3. Nu Maha Murah, Nu Maha Asih.
4. Nu ngawasa poé balitungan.
5. Mung ka Gusti abdi sadaya ibadah, sareng mung ka Gusti abdi sadaya neda pitulung.
6. Mugi Gusti maparin pituduh ka abdi sadaya kana jalan anu lempeng.
7. Nyaéta jalan jalmi-jalmi anu parantos dipaparin ni'mat ku Gusti, sanés jalan jalmi-jalmi anu kénging bebendon ti Gusti, sareng sanés jalan jalmi-jalmi anu salasar.

#### Javánština
1. Kanthi nyebat asma Allah Ingkang Maha Mirah tur Ingkang Maha Asih.
2. Sedaten puji punika kagunganipun Allah ingkang mangèrani alam saisinipun
3. Ingkang Maha Mirah lan ugi Ingkang Maha Asih
4. Ingkang nggadhahi ing dinten agami
5. Namung dhumateng Paduka kawula manembah, lan namung dhumateng Paduka kawula nyuwun pitulungan
6. Dhuh Allah, mugi nedhahaken margi ingkang leres dhumateng kawula
7. (Inggih punika) marginipun para tiyang ingkang Paduka sami paringi nikmat sanès marginipun tiyang ingkang Panjenengan paringi bendu lan tiyang ingkang sami kesasar.

## Niger-konžské jazyky

### Bantuské jazyky

#### Svahilština
1. Kwa jina la mwenyezi mungu mwingi wa rehema mwenye kurehemu.
2. Sifa njema zote ni za Mwenyezi Mungu, Mola Mlezi wa viumbe vyote;
3. Mwingi wa Rehema Mwenye Kurehemu;
4. Mwenye Kumiliki Siku ya Malipo.
5. Wewe tu tunakuabudu, na Wewe tu tunakuomba msaada.
6. Tuongoe njia iliyo nyooka,
7. Njia ya ulio waneemesha, siyo ya walio kasirikiwa, wala walio potea.

## Kavkazské jazyky

### Čečenština
| 1. Ша сов къинхетаме а‚ къинхетаме а волчу Делан цIарца. 2. Хастам бу Далла – Iаламийн Дена. 3. Ша сов къинхетаме‚ къинхетаме волчу. 4. Шен долахь бекхаман де долчу. 5. Хьуна Iибадат до оха‚ Хьоьга гIо а доьху. 6. Нисде Ахь тхо нийсачу новкъа. 7. Ахь шайна ниIмат деллачеран новкъа. Хьо шайна оьгIаз ца ваханчеран а‚ тила ца беллачеран а новкъа | 1. Şa sow q'inxetame a‚ q'inxetame a wolçu Delan ċarca. 2. Xastam bu Dalla – jalamiyn Dena. 3. Şa sow q'inxetame‚ q'inxetame wolçu. 4. Şen dolaẋ beqaman de dolçu. 5. Ẋuna jibadat do oxa‚ Ẋöga ġo a döxu. 6. Nisde aẋ txo niysaçu nowq'a. 7. Aẋ şayna nijmat dellaçeran nowq'a. Ẋo şayna öġaz ca vaxançeran a‚ tila ca bellaçeran a nowq'a |

## Eskymoaleutské jazyky

### Západní inuktitun
1. Ulapiqhautialuk, Naglingniqalaaq, Guutiup atingani
2. Qilangmiluktaaq Guutigiyauyuq, niqtuqtauli Guuti
3. Ulapiqhautialuk, Naglingniqalaaq
4. Ihuqanngittumut ihumataryuaq
5. Apiqhuqtaurli, niqtuqtaurli
6. Hivunikhaqhiarmut ikayuqtigut
7. Tamaqhimayuglu, qipagiyauhimayut amma piuliyauhimayut tamarmik Guutiup pigiyai

### Východní inuktitut
1. Ulapiqsautialuk, Naglingniqalaaq, Guutiup atingani
2. Qilammiluktaaq Guutigijaujuq, niqtuqtauli Guuti
3. Ulapiqsautialuk, Naglingniqalaaq
4. Isuqanngittumut isumatarjuaq
5. Apiqsuqtaurli, niqtuqtaurli
6. Sivuniksaqsiarmut ikajuqtigut
7. Tamaqsimajullu, qipagijausimajut amma piulijausimajut tamarmik Guutiup pigijai